# Laila Ali Abdulla
Laila Ali Abdulla er hustru til Maldivernes tredje præsident, Mohamed Nasheed. Hun var Maldivernes førstedame fra den 11. november 2008 til den 7. februar 2012.
| Biografi | Spire Denne biografi er en spire som bør udbygges. Du er velkommen til at hjælpe Wikipedia ved at udvide den. |